# Canton d'Orgon
Le canton d'Orgon est une ancienne division administrative française située dans le département des Bouches-du-Rhône, dans l'arrondissement d'Arles. Après le redécoupage de 2014, il est scindé entre le nouveau canton de Châteaurenard et le nouveau canton de Salon-de-Provence-1.

## Composition
| Nom               | Code Insee | Intercommunalité                   | Superficie (km2) | Population (dernière pop. légale) | Densité (hab./km2) |
| ----------------- | ---------- | ---------------------------------- | ---------------- | --------------------------------- | ------------------ |
| Orgon (chef-lieu) | 13067      | CA Terre de Provence               | 34,78            | 3 109 (2014)                      | 89                 |
| Cabannes          | 13018      | CA Terre de Provence               | 20,91            | 4 423 (2014)                      | 212                |
| Eygalières        | 13034      | CC Vallée des Baux-Alpilles        | 33,97            | 1 778 (2014)                      | 52                 |
| Mollégès          | 13064      | CA Terre de Provence               | 14,20            | 2 551 (2014)                      | 180                |
| Plan-d'Orgon      | 13076      | CA Terre de Provence               | 14,94            | 3 326 (2014)                      | 223                |
| Saint-Andiol      | 13089      | CA Terre de Provence               | 16,00            | 3 303 (2014)                      | 206                |
| Sénas             | 13105      | Métropole d'Aix-Marseille-Provence | 30,61            | 7 006 (2014)                      | 229                |
| Verquières        | 13116      | CA Terre de Provence               | 4,59             | 805 (2014)                        | 175                |

## Représentation

### Conseillers généraux de 1833 à 2015
| Période | Période      | Identité                                              | Étiquette           | Qualité                                                                                    |
| ------- | ------------ | ----------------------------------------------------- | ------------------- | ------------------------------------------------------------------------------------------ |
| 1833    | 1848         | Dominique Isidore Quenin (1778-1864)                  |                     | Médecin, agronome et juge de paix à Orgon                                                  |
| 1848    | 1871         | Louis Henri Creton, marquis d'Estourmel (1816-1877)   |                     | Propriétaire à Saint-Andiol                                                                |
| 1871    | 1874         | Fernand Alphandéry (1837-1910)                        | Républicain radical | Ancien procureur général à Bordeaux                                                        |
| 1874    | 1883         | Gaston, marquis de Clapiers de Collongues (1852-1902) | Droite Légitimiste  | Ancien capitaine de chasseurs à pied, propriétaire du château d'Aiguines                   |
| 1883    | 1889         | Fernand Alphandéry                                    | Républicain radical | Ancien procureur général à Bordeaux                                                        |
| 1889    | 1895         | Gaston, marquis de Clapiers de Collongues             | Droite Légitimiste  | Ancien capitaine de chasseurs à pied, propriétaire du château d'Aiguines                   |
| 1895    | 1901         | Baptiste Dubois                                       | Rad.                | Directeur de l'école d'agriculture et de viticulture de Valabre Maire de Sénas (1925-1938) |
| 1901    | 1907 (décès) | Mathieu Rech                                          | Rad.                | Propriétaire, juge de paix, maire de Sénas (1899-1907)                                     |
| 1907    | 1940         | Joseph Briand                                         | SFIO puis Soc.ind.  | Maire d'Orgon (1907-1912)                                                                  |
|         |              |                                                       |                     |                                                                                            |
| 1945    | 1958         | Paul Faraud                                           | SFIO                | Agriculteur, maire de Plan-d'Orgon (1923-?), ancien conseiller d'arrondissement            |
| 1958    | 1976         | René Fatigon (1900-1986)                              | CNI                 | Cultivateur Maire de Saint-Andiol                                                          |
| 1976    | 2001         | Pierre Beynet                                         | PS                  | Commerçant Maire de Sénas (1983-1995)                                                      |
| 2001    | 2015         | Maurice Brès                                          | DVD                 | Agriculteur Maire de Mollégès (1983-2020)                                                  |

### Conseillers d'arrondissement (de 1833 à 1940)
| Période                                  | Période      | Identité                             | Étiquette   | Qualité |
| ---------------------------------------- | ------------ | ------------------------------------ | ----------- | --- |
| 1833                                     | 1839         | Antoine Maximin Reynaud (1773-1847)  |             | Chirurgien major en retraite à Orgon                                                                        |
| 1839                                     | 1845 (décès) | Henri Rouget (1790-1845)             |             | Ancien capitaine d'artillerie, propriétaire à Verquières                                                    |
| 1845                                     | 1848         | M. Montanier                         |             | Propriétaire à Orgon                                                                                        |
|                                          |              |                                      |             | |
| 1852                                     |              | Jean-Baptiste Truchement (1816-1881) |             | Notaire à Orgon                                                                                             |
|                                          |              |                                      |             | |
| 1871                                     | 1874         | Oscar Estienne                       |             | Propriétaire à Saint-Andiol                                                                                 |
| 1874                                     | 1886         | Jules Roux                           |             | Meunier |
| 1886                                     | 1892         | Jacques Trinquier                    |             | Notaire, maire d'Orgon, suppléant du juge de paix                                                           |
| 1892                                     | 1898         | Eugène Silvan                        | Républicain | Receveur-buraliste, maire de Mollégès                                                                       |
| 1898                                     | 1919         | Émile Tarascon                       | Radical     | Délégué cantonal à Cabannes, Président du Conseil d'arrondissement                                          |
| 1919                                     | 1926 (décès) | Léopold Vidau                        | SFIO        | Horticulteur et félibre à Cabannes                                                                          |
| 1926                                     | 1934 (décès) | Gaston Gourdin                       | Radical     | Maire de Saint-Andiol                                                                                       |
| 1934                                     | 1940         | Paul Faraud                          | Radical     | Agriculteur, maire de Plan-d'Orgon                                                                          |
| 1940                                     |              |                                      |             | Les conseils d'arrondissement ont été suspendus par la loi du 12 octobre 1940 et n'ont jamais été réactivés |
| Les données manquantes sont à compléter. |              |                                      |             | |

## Démographie
| 1962   | 1968   | 1975   | 1982   | 1990   | 1999   | 2006   | 2011   | 2012   |
| ------ | ------ | ------ | ------ | ------ | ------ | ------ | ------ | ------ |
| 13 280 | 14 185 | 14 729 | 16 773 | 20 152 | 22 224 | 24 403 | 25 427 | 25 706 |